# Hans von Stackelberg

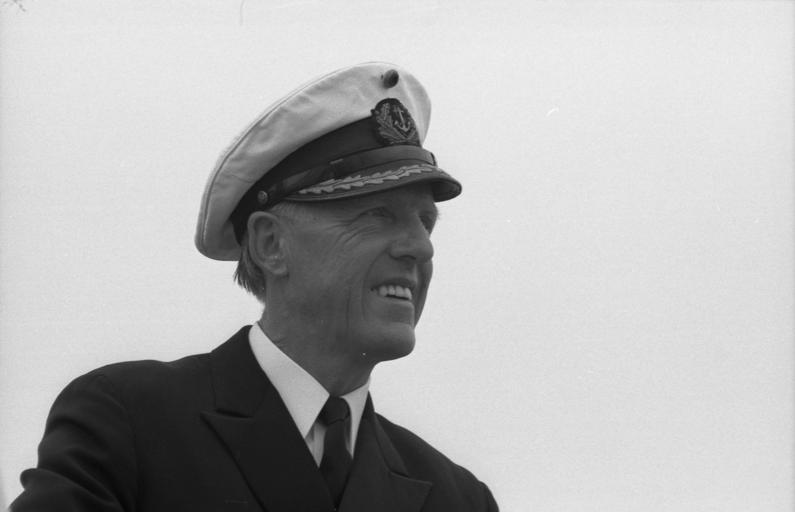
Kapitän zur See Hans von Stackelberg, 11. Mai 1976, Kiel.

Hans Friedrich Carlotto von Stackelberg (* 23. August 1924 in Reval; † 29. November 2022) war ein deutscher Seeoffizier, zuletzt Kapitän zur See der Bundesmarine, und Autor.

## Leben
Hans von Stackelberg begann seine Karriere als Seeoffizier auf einem finnischen Segelschiff. Er kam 1939 nach Deutschland und ging 1942 zur Kriegsmarine.
Nach dem Zweiten Weltkrieg segelte er erst auf Yachten im Mittelmeer. 1956 kam er zur Bundesmarine und war ab 1960 auf dem Segelschulschiff Gorch Fock, dessen Kommandant er von Oktober 1972 bis März 1978 wurde. Als Kommandant des Segelschulschiffs nahm er an zahlreichen Fahrten teil, die auch ein repräsentatives Programm aufwiesen. So z. B. besuchte 1973 Bundespräsident Gustav Heinemann das Schiff und im Juli 1976 hatte der Bundeskanzler Helmut Schmidt den US-Präsidenten Gerald Ford und den Außenminister Henry Kissinger auf die Gorch Fock eingeladen. Damit war er, unterbrochen von zwei Landeinsätzen, fast 13 Jahre auf dem Segelschulschiff eingesetzt. 
Am 1. Oktober 1983 gab er die Leitung des Referats Handelsschifffahrt im Bundesministerium der Verteidigung, welche er seit Juli 1978 innehatte, an Kapitän zur See Helmut Kähler ab.
Er verfasste mehrere Bücher, die sich u. a. mit der Jagd und der Gorch Fock beschäftigen. Ebenfalls veröffentlichte er Werke zum Reiten.
Auf seine Idee hin wurde zum 25-jährigen Jubiläum der Bordkameradschaft der Gorch Fock eine CD mit Liedern des Gorch Fock-Bordchors herausgegeben. Weitere CDs des Bordchors wurden ebenfalls veröffentlicht. Meist ist darauf das Gorch-Fock-Lied vorhanden, das Stackelberg in den 1960er Jahren komponiert hatte.
Ab dem 2. September 1950 war er mit Rose-Elisabeth John von Freyend (1928–1960) verheiratet. Nach dem Tod seiner ersten Ehefrau heiratete er am 12. März 1963 in München Marie Louise Michels (* 1938).
Hans von Stackelberg wurde u. a. 1976 mit dem Bundesverdienstkreuz ausgezeichnet. Auf Anregung von Stackelberg und von Professor Manfred Hövener wurde 1986 das Feuerschiff Reserve Sonderburg durch die Deutsche Stiftung Sail Training gekauft und zum Windjammer Alexander von Humboldt umgebaut.

## Werke (Auswahl)
- Segel los, Enter auf! Ein Tag auf der Gorch Fock. Verlag Duburger Bücherzentrale, Flensburg 1968.
- Hippologische Kuriositäten und errittene Geschichten eines Seeoffiziers. Musterschmidt, 1976.
- Reiten – Ausbilden – Richten. Praxisbezogene Leitlinien für „Pferdeleute“. Parey Berlin, 1983.
- Was tun, wenn ... Pferdeprobleme erkennen und lösen. Parey, Berlin, 1992, 2. Auflage 1996.
- Gutsherren, Buschwächter, Jungjäger und Wilddiebe baltische Jagdepisoden vergangener Tage. Harro von Hirschheydt, Wedemark-Elze, 1994.
- Im Kielwasser der Gorch Fock – Ein Kommandant erinnert sich. Erste Auflage unbekannt, 2. Auflage 1995, 3. Auflage 2000, 4. Auflage 2014 Oceanum Verlag.